# Hàn Quốc tại Đại hội Thể thao châu Á 1974
Hàn Quốc (IOC gọi là:Hàn Quốc) tham dự tại Đại hội Thể thao châu Á 1974 tổ chức ở Tehran, Iran từ 1 tháng 9 năm 1974 đến 16 tháng 9 năm 1974.

## Tóm tắt huy chương

### Bảng huy chương
| Môn thể thao    | Vàng | Bạc | Đồng | Tổng cộng |
| --------------- | ---- | --- | ---- | --------- |
| Điền kinh       | 1    | 0   | 1    | 2         |
| Bóng rổ         | 0    | 2   | 0    | 2         |
| Boxing          | 5    | 2   | 0    | 7         |
| Đua xe đạp      | 0    | 2   | 2    | 4         |
| Nhảy cầu        | 0    | 1   | 0    | 1         |
| Đấu kiếm        | 0    | 1   | 0    | 1         |
| Thể dục dụng cụ | 2    | 0   | 2    | 4         |
| Bắn súng        | 1    | 4   | 5    | 10        |
| Bơi lội         | 2    | 1   | 0    | 3         |
| Bóng mềm        | 0    | 3   | 0    | 3         |
| Quần vợt        | 1    | 1   | 0    | 2         |
| Bóng chuyền     | 0    | 2   | 0    | 2         |
| Cử tạ           | 3    | 3   | 2    | 8         |
| Đấu vật         | 1    | 4   | 3    | 8         |
| Tổng            | 16   | 26  | 15   | 57        |